# Landwirtschaftsministerium
Landwirtschaftsministerium bzw. Agrarministerium, oder auch Ackerbauministerium ist ein Ministerium im Bereich Landwirtschaft und Agrarproduktion: Gelegentlich wird für ein solches Ministerium auch der Ausdruck Ernährungsministerium verwendet, dann auch mit Fokus auf Verbraucherschutz. Spezielle Ernährungsministerien gibt es insbesondere in Notzeiten, in denen die Volksernährung von vorrangigem Interesse ist.

Eng verbunden sind die Ministerien mit den Agenden eines Forstministeriums (Land- und Forstwirtschaftsministerium) oder eines Fischereiministeriums, oft auch des Umweltministeriums oder auch (Raum-)Planungsministeriums für ländlichen Raum.

## Liste
- Deutschland: Bundesministerium für Ernährung und Landwirtschaft. Zwischen 1919 und 1945 war für den Bereich Landwirtschaft und Ernährung das Reichsministerium für Ernährung und Landwirtschaft zuständig, dem 1935 das Preußische Ministerium für Landwirtschaft, Domänen und Forsten angegliedert wurde.
In den deutschen Bundesländern bestehen folgende Landwirtschaftsministerien:
  - Ministerium für Ländlichen Raum und Verbraucherschutz Baden-Württemberg
  - Bayerisches Staatsministerium für Ernährung, Landwirtschaft, Forsten und Tourismus
  - Ministerium für Landwirtschaft, Umwelt und Klimaschutz des Landes Brandenburg
  - Hessisches Ministerium für Umwelt, Klimaschutz, Landwirtschaft und Verbraucherschutz
  - Ministerium für Landwirtschaft und Umwelt des Landes Mecklenburg-Vorpommern
  - Niedersächsisches Ministerium für Ernährung, Landwirtschaft und Verbraucherschutz
  - Ministerium für Umwelt, Landwirtschaft, Natur- und Verbraucherschutz des Landes Nordrhein-Westfalen
  - Ministerium für Wirtschaft, Verkehr, Landwirtschaft und Weinbau Rheinland-Pfalz
  - Ministerium für Umwelt, Klimaschutz, Mobilität, Agrar und Verbraucherschutz (Saarland)
  - Thüringer Ministerium für Infrastruktur und Landwirtschaft
  - Behörde für Umwelt, Klima, Energie und Agrarwirtschaft der Freien und Hansestadt Hamburg
  - Die Senatorin für Klimaschutz, Umwelt, Mobilität, Stadtentwicklung und Wohnungsbau (Bremen)
  - Ministerium für Wirtschaft, Tourismus, Landwirtschaft und Forsten des Landes Sachsen-Anhalt
  - Sächsisches Staatsministerium für Energie, Klimaschutz, Umwelt und Landwirtschaft
  - Ministerium für Landwirtschaft, ländliche Räume, Europa und Verbraucherschutz des Landes Schleswig-Holstein
  - Senatsverwaltung für Umwelt, Mobilität, Verbraucher- und Klimaschutz (Berlin)
- Frankreich: Ministère de l'Agriculture et de l'Alimentation
- Japan: 農林水産省, Nōrin-suisan-shō (Ministry of Agriculture, Forestry and Fisheries, MAFF)
- Kasachstan: Қазақстан Республикасы Ауыл шаруашылығы министрлігі / Министерство сельского хозяйства Республики Казахстан / Ministry of Agriculture of the Republic of Kazakhstan (Landwirtschaft)
- Kolumbien: Ministerio de Agricultura y Desarrollo Rural (deutsch ‚Ministerium für Landwirtschaft und Ländliche Entwicklung‘)
- Luxemburg: Ministère de l’Agriculture, de la Viticulture et de la Protection des consommateurs (Landwirtschaft, Weinbau und Verbraucherschutz)
- Mexiko: Secretaría de Agricultura, Ganadería, Desarrollo Rural, Pesca y Alimentación (SAGARPA)
- Namibia: Ministry of Agriculture, Water & Forestry (MAWF, Landwirtschaft, Wasser und Forstwirtschaft)
- Niederlande: Ministerie van Economische Zaken (EZ, Wirtschaftsministerium)
- Norwegen: Landbruks- og matdepartementet (Landwirtschaft und Ernährung)
- Österreich: Bundesministerium für Landwirtschaft, Regionen und Tourismus (BMLRT); das Ressort Volksernährung bestand speziell 1916–23 und 1945–49
- Polen: Ministerium für Landwirtschaft und ländliche Entwicklung (Ministerstwo Rolnictwa i Rozwoju Wsi - MRiRW)
- Rumänien: Ministerul Agriculturii si Dezvoltarii Rurale (MADR, Landwirtschaft und ländliche Entwicklung)
- Schweiz: Eidgenössisches Departement für Wirtschaft, Bildung und Forschung
- Slowenien: Ministrstvo za kmetijstvo, gozdarstvo in prehrano[1] (MKO, Ministry of Agriculture, Forestry and Food; Landwirtschaft, Forst und Ernährung)
- Spanien: Ministerio de Agricultura, Pesca y Alimentario (MAPA, Ministerium für Landwirtschaft, Fischerei und Ernährung)
- Tschechien: Ministerstvo pro místní rozvoj ČR (MMR, regionale Entwicklung)
- Vereinigte Staaten: United States Department of Agriculture